# Contea di Sanders
La contea di Sanders (in inglese Sanders County) è una contea del Montana, negli Stati Uniti. Il suo capoluogo amministrativo è Thompson Falls.

## Geografia fisica
La contea ha un'area di 7.226 km² di cui l'1,00% è coperto d'acqua. Confina con le seguenti contee:
- contea di Lincoln - nord
- contea di Flathead - nord-est
- contea di Lake - est
- contea di Missoula - sud-est
- contea di Mineral - sud
- contea di Shoshone - ovest
- contea di Bonner - nord-ovest

## Città principali
- Dixon
- Heron
- Hot Springs
- Lonepine
- Noxon
- Old Agency
- Paradise
- Plains
- Thompson Falls
- Trout Creek

## Strade principali
- Montana Highway 28

## Società

### Evoluzione demografica
La divisione etnica all'interno della contea è la seguente: Bianchi non ispanici 90.9%, Nativi Americani 6.8%, Ispanici 1.6, Altri 2.6% .

Situazione demografica